# 핫 로드 (만화)
《핫 로드》(일본어: ホットロード)는 츠무기 타쿠의 만화 작품이다.
《별책 마가렛》 (슈에이샤)에서 1986년 1월호부터 1987년 5월호까지 연재되었다.

## 줄거리
고민을 안고, 폭주족을 동경해, 무리에 들어가 불량의 길을 나아가는 주인공·카즈키, 바이크에 목숨 걸고, 죽음마저 각오한 듯한 하루야마의 모습이 그려진다.

## 등장인물

### 주요 인물
미야이치 카즈키
14세. 중학교 2학년.
하루야마 히로시
16세.

### NIGHTS 나이츠
전국에 지부를 가져, 본부는 요코하마에 있는 폭주족. 정식 명칭은 MAD SPECIAL THE NIGHTS.
타마미 토오루
나이츠 두목. 20세.
히로코
토오루의 연인. 17세.
리처드
하루야마의 친구.
모리시타 에리
요코하마에서 카즈키의 학교로 전학 왔다.
시게루
14세.

### 그 외
카즈키의 모친
35세.
스즈키
카즈키의 모친의 연인. 아내가 있지만, 이혼 협의 중.
하루야마의 모친
히로시의 부친과 이혼 후, 현재의 남편과 재혼.
하루야마 츠요시
히로시의 의붓동생. 중학교 1학년.
시모무라 미호코
히로시의 전 여자친구.
사사키
카즈키의 1, 2학년 때의 담임.
타카츠
카즈키의 3학년 때의 담임.

## 서지 정보
코믹스 (슈에이샤 〈마거리트 코믹스〉) 전 4권
1. 1986년 12월, ISBN 978-4-08-849235-3
2. 1987년, ISBN 978-4-08-849244-5
3. 1987년 5월, ISBN 978-4-08-849279-7
4. 1987년 8월, ISBN 978-4-08-849304-6

문고판 (슈에이샤 분코) 전 2권
1. 1995년 8월 18일, ISBN 978-4-08-617201-1
2. 1995년 8월 18일, ISBN 978-4-08-617202-8

완전판 (슈에이샤 걸즈 코믹스) 전 3권
1. 2006년 7월 25일, ISBN 978-4-08-855142-5
2. 2006년 8월 25일, ISBN 978-4-08-855143-2
3. 2006년 9월 25일, ISBN 978-4-08-855144-9

컨비니 코믹판 (슈에이샤 걸즈 리믹스) 전 1권
1. 2009년 6월, ISBN 978-4-08-109789-0

전자 서적판 (전 4권)
1. 2013년 6월 25일, 슈에이샤 마거리트 코믹스 DIGITAL
2. 2013년 6월 25일, 슈에이샤 마거리트 코믹스 DIGITAL
3. 2013년 6월 25일, 슈에이샤 마거리트 코믹스 DIGITAL
4. 2013년 6월 25일, 슈에이샤 마거리트 코믹스 DIGITAL

## 영화
2014년 8월 16일, 일본에서 공개되었다.

### 캐스트
- 미야이치 카즈키 - 노넨 레나 (어린 시절:혼마 나호)
- 하루야마 히로시 - 토사카 히로오미
- 엄마 (카즈키의 엄마) - 키무라 요시노
- 스즈키 - 오자와 유키요시
- 타마미 토오루 - 스즈키 료헤이
- 히로코 - 오오타 리나
- 에리 - 타케토미 세이카
- 리처드 - 오치아이 모토키
- 킨파 - 야마다 유키
- 리더 아카네 - 노가에 슈헤이
- No.2 나가야마 - 엔도 유야
- 오바사마 선생님 - 와시오 마치코
- 의사 - 노마구치 토오루
- 타카츠 - 리쥬 고
- 하루야마의 엄마 - 마츠다 미유키
- 윳코 - 와타나베 에레나

### 스태프
- 감독 - 미키 타카히로
- 각본 - 요시다 토모코
- 주제가 - 오자키 유타카 〈OH MY LITTLE GIRL〉 (소니 뮤직 레코드)
- 촬영 - 야마다 코스케
- 편집 - 반도 나오야
- 음악 - mio-sotido
- 배급 - 쇼치쿠
- 제작 - 〈핫 로드〉 제작 위원회(쇼치쿠, 닛폰 TV 방송망, 레프로 엔터테인먼트, 요미우리 TV 방송, VAP, 삿포로 TV 방송, 미야기 TV 방송, 시즈오카 제1TV, 츄쿄 TV 방송, 히로시마 TV 방송, 후쿠오카 방송)